# Sokoliczka
Sokoliczka – wzniesienie morenowe o wysokości 3,7 m n.p.m. na Wybrzeżu Trzebiatowskim, nad cieśniną Dziwną, dokładniej nad brzegiem Sokolickiego Przepływu, położone w woj. zachodniopomorskim, w gminie Kamień Pomorski. 
Sokoliczka znajduje się ok. 1,5 km na północny wschód od wsi Żółcino i ok. 1,8 km na południowy zachód od wsi Wrzosowo. 
Teren Sokoliczki jest objęty obszarem specjalnej ochrony ptaków „Zalew Kamieński i Dziwna” oraz specjalnym obszarem ochrony siedlisk „Ujście Odry i Zalew Szczeciński”.
Do 1945 roku stosowano poprzednią niemiecką nazwę Falkenberg/Falken-Berg. Polską nazwę Sokoliczka ustalono urzędowo rozporządzeniem w 1949 roku. Wzniesienie bywa błędnie oznaczane pod nazwą Sokolniczka.